# Ivan Pokorný
Ivan Pokorný (* 12. Dezember 1952 in Prag) ist ein tschechischer Regisseur, Schauspieler und Drehbuchautor.

## Leben
Er machte 1975 seinen Abschluss an der Theaterhochschule DAMU in Prag und arbeitete dann freiberuflich als Schauspieler und Regisseur. Die Jahre von 1983 bis 1995 verbrachte er im politischen Exil in Österreich und Deutschland, wo er vorwiegend als Theaterregisseur arbeitete. Nachdem er in die Tschechische Republik zurückgekehrt ist, lag der Schwerpunkt seiner Regietätigkeit in der Zusammenarbeit mit dem Tschechischen Fernsehen aber auch mit den Sendern TV Nova, MDR, ARD, KI.KA, und NDR.
Im Jahr 2002 drehte Ivan Pokorny seinen ersten Kinofilm („Entführung nach Hause“). Des Weiteren beteiligte er sich an publizistischen Projekten und führte Regie bei Fernseh-Theaterinszinierungen.
Er lebt mit der Autorin Iva Procházková zusammen, der jüngeren Schwester der Schriftstellerin Lenka Procházková, und hat mit ihr drei Kinder. 

## Auswahl seiner Filme
- 1984 – Verschenktes Glück (Tři veteráni)
- 1994 – Das letzte Abendessen (TV-Drama)
- 1997 – Das Haus der letzten Freude (TV-Dreiteiler)
- 2000 – Unsere Kinder (TV-Komödie)
- 2000 – Die Gespenster unter uns (TV-Jugendserie)
- 2002 – Die Stadt außer Atem (TV-Öko-Thriller)
- 2002 – Agentur Puzzle (TV-Krimi)
- 2002 – Entführung nach Hause (Únos domú) (Kinofilm)
- 2003 – Tod eines Pädophilen (TV-Psychokrimi)
- 2008 – Die Rezidive der Macht (Film-Essay)
- 2010 – Körper Kathedralen (Dokumentarfilm)
- 2019 – Orangentage (Uzly a pomerance)